# Peter Gelhard Naturdärme

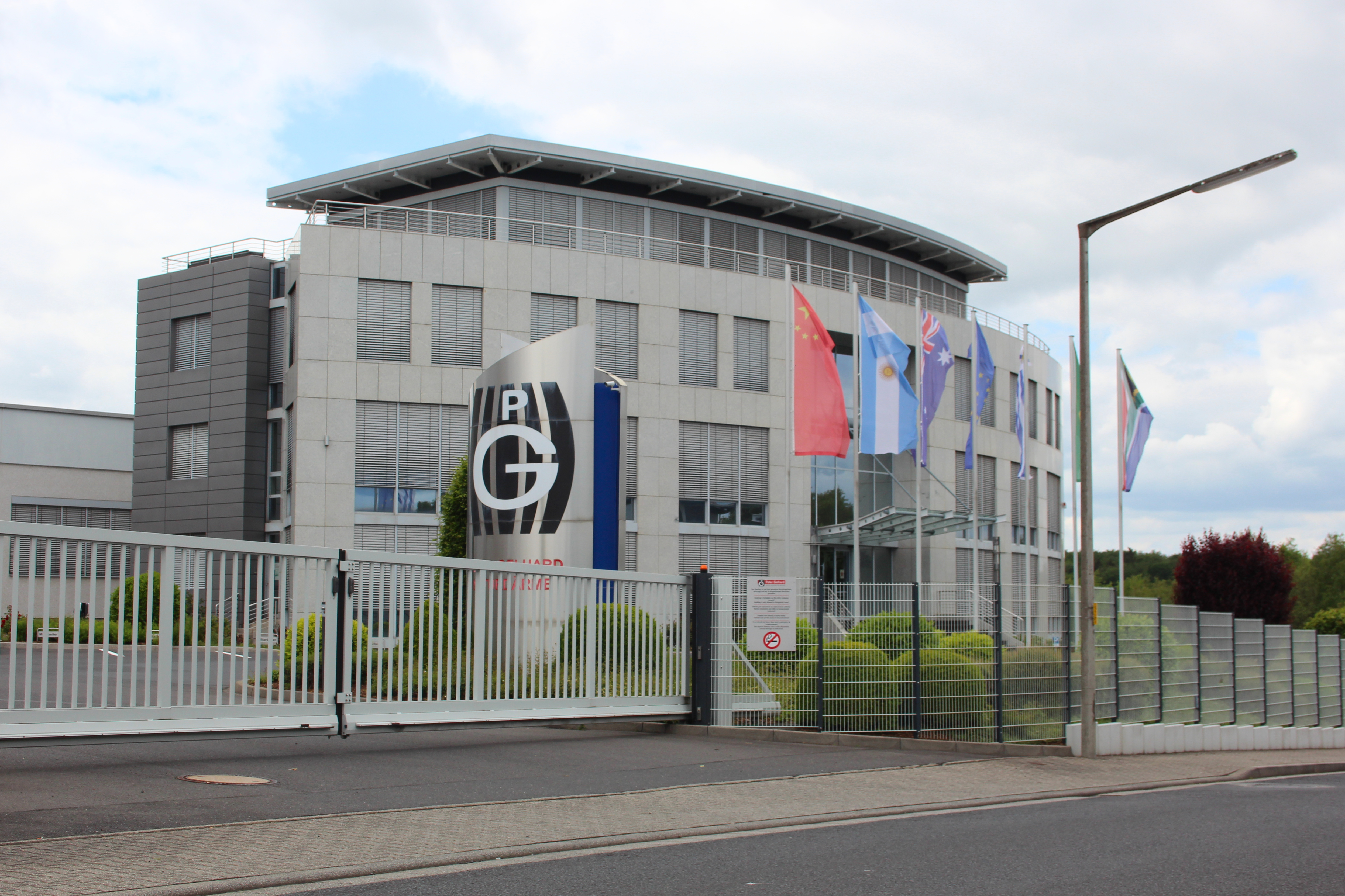
Sitz der Firma in Ransbach-Baumbach

Peter Gelhard Naturdärme ist ein im Jahre 1964 gegründetes Familienunternehmen zur Herstellung von Naturdarmprodukten für die Wurstherstellung. Kunden des Unternehmens sind nationale und internationale Unternehmen der fleischverarbeitenden Industrie, mittelständische Wursthersteller sowie der Fleischerei-Fachgroßhandel. Der Hauptsitz liegt in Ransbach-Baumbach im Westerwald.

## Geschichte
Die Familie des Firmengründers Peter Gelhard, eine alte Kaufmannsfamilie aus Ransbach, betrieb bereits seit 1825 eine Labproduktion, zu der später der Handel mit Naturdärmen hinzukam. Nach dem Tod seines Vaters machte sich Peter Gelhard selbstständig und gründete die Firma Peter Gelhard Naturdärme. Die Eintragung ins Handelsregister erfolgte am 10. März 1964. Zusammen mit seiner 1992 verstorbenen Frau Romy Gelhard vergrößerte er das Unternehmen weiter und baute seit den 1980er Jahren auch die internationalen Geschäftsbeziehungen aus. Es wurden eigene Produktionsstätten in China und im europäischen Ausland sowie eine Firma zur Beschaffung von Rohware für Schafsdärme in Australien errichtet.
Durch den Wachstum des Unternehmens wurde erneut eine größere Produktionsfläche nötig. Im Industriegebiet in Ransbach-Baumbach wurden weitere Flächen erworben und das Unternehmen auf eine Fläche von 83.000 Quadratmetern ausgebaut, auf der bis 1996 Bürokomplexe, Lager- und Kühlhallen sowie Produktionsflächen errichtet wurden.
Am 6. Januar 2011 brach das Dach einer drei Jahre zuvor erbauten Lagerhalle ein, weil das Tauwasser nicht abfließen konnte und das Gewicht dann von der Dachkonstruktion nicht mehr getragen werden konnte. Es befanden sich keine Personen in dem Gebäude, doch es entstand ein Gesamtschaden von ungefähr 250.000 €.
Die Unternehmensleitung teilen sich der Gründer, Peter Gelhard, und dessen Sohn, Arnd Gelhard. Petra Gelhard-Fuchs, die Tochter des Firmengründers, verantwortet das zentrale Marketing.

## Produkte
Das Unternehmen beschafft und veredelt Naturdarmprodukte von Schaf, Schwein und Rind. An drei Produktions- und Lagerstandorten in Deutschland, in Polen und in China werden die Naturdarm-Rohwaren verarbeitet, konfektioniert und distribuiert.

## Unternehmensdaten
Weltweit werden Stand 2011 über 1.600 Mitarbeiter beschäftigt. Das Unternehmen ist ein von der EU zugelassener und kontrollierter Betrieb zur Sortierung und Verarbeitung von Naturdärmen, die Produkte tragen die Zulassungsnummer EV 11-001 C. Es ist Mitglied im Zentralverband Naturdarm e. V., im Europäischen Naturdarmverband ENSCA und im Internationalen Naturdarmverband INSCA. Nach einer Erstzertifizierung im August 2007 bestand das Unternehmen im August 2011 die Anforderungen zum International Food Standard (IFS).